# Ecological Economics
Ecological Economics — междисциплинарный журнал Международного общества экологической экономики. Публикуется с 1989 года.
Среди основных тем публикаций в журнале: оценка наличия природных ископаемых; стабилизация и развитие сельского хозяйства; экологические и экономические последствия генетически созданных организмов; разработка эколого-экономических моделей, альтернативные принципы оценки природного богатства и т. п.
Периодичность выхода журнала: 16 номеров в год.